# Cyrtopodium macedoi
Cyrtopodium macedoi là một loài thực vật có hoa trong họ Lan. Loài này được J.A.N.Bat. & Bianch. mô tả khoa học đầu tiên năm 2006.